# Constitución de los Estados Unidos de Venezuela de 1857
La Constitución de Venezuela de 1857 fue sancionada por el Congreso de la República el 16 de abril de 1857.

## Historia
El propósito de la misma era aumentar el período presidencial a 6 años, el presidente podía ser reelegido y centralizar la organización del estado, todo esto promovido por el gobierno de José Tadeo Monagas, quien en algún momento llegó a expresar que «La Constitución sirve para todo», aún cuando el tribuno Mario Briceño Iragorry sostiene que el presidente no dijo está frase, sino el vicepresidente de aquel entonces, Diego Bautista Urbaneja.
La fuerte oposición a la reforma forzó a que se realizaran algunos cambios al proyecto, por ejemplo el periodo presidencial se extendió a solo 6 años y no a 8 años como estaba previsto originalmente. Esta constitución llegó a ser tildada de «retrógrada» por constitucionalistas liberales de su tiempo, como el neogranadino Justo Arosemena. La carta constitucional no duró ni un año, ya que fue derogada por la Revolución de Marzo de 1858.

Aun así, habían elementos en la constitución de 1857 que tendían a una realización de una democracia orgánica, que no son tan comentados por la historiografía contraria al Monagato. Esto lo explica Manuel Dagnino en su biografía sobre el dr. Blas Valbuena:
«En 1857 se dio al Poder municipal un valor real y efectivo; y aunque el doctor VALBUENA no era partidario de los Monagas, aceptó un puesto en el Concejo municipal de Maracaibo, y se le vio consagrar su tiempo con ahínco y desinterés, trabajando sin tregua en la elaboración de leyes y reglamentos que él juzgaba indispensables á los intereses del pueblo que representaba. Lástima que tantos esfuerzos no hubiesen tenido resultados duraderos; pues al cabo de unos meses, la revolución de 1858 derribó á los Monagas, y con ellos la Constitución de 1857. Fenómenos del patriotismo! El doctor VALBUENA y muchos otros ciudadanos notables, que no eran amigos ni partidarios del general Monagas, caen con éste; y caen, porque el Poder municipal creado por aquella Constitución, era realmente un paso avanzado en el camino de la descentralización y de la efectividad de la democracia. Fue entonces la municipalidad un verdadero poder, que legislaba y administraba con absoluta independencia del resto de los poderes; y sobre todo, no era un poder político, y por eso cabían allí, como cupo el señor doctor VALBUENA, los hombres patriotas interesados en el progreso de la ciudad, del ciudadano, del municipio, en una palabra. Nada tuvo, pues, de extraño que desafectos al régimen político de esa época, tuviesen puesto de honor, como el doctor VALBUENA, en el Cuerpo municipal, que estaba desligado de toda política banderiza, de toda aparcería gubernativa.»

## Características
- Aumento del periodo presidencial de 4 a 6 años.
- Se permite la reelección inmediata de la figura del presidente.[1]
- El catolicismo vuelve a ser la religión oficial de Venezuela.[6]
- Las legislaturas provinciales fueron totalmente eliminadas.[5]
- Aumentan el número de provincias de 13 a 21.
- Establecimiento del sufragio universal masculino.
- Centraliza totalmente la organización del Estado.[8]
- Se le da carácter constitucional a la ley de la eliminación de la pena de muerte por cargos políticos.[5]
- Se le da carácter constitucional a la ley de la abolición de la esclavitud.
- Se establece un cuarto poder aparte del poder ejecutivo, legislativo y judicial, el poder municipal.[1]